# Alà espanyol
L'alà espanyol és una raça de gos d'unió o presa, la seva grandària és mitjana i es considera com a raça autòctona d'Espanya. D'orígens molt antics, en barrejar-se crea altres races com el gos de toro a Espanya, l'alà de vautre (unió) a França, l'antic bulldog anglès a Anglaterra, l'extint Bullenbeisser a Alemanya o el propi dogo argentí.

## Característiques
L'alà espanyol és un gos molt gran de tipus molós, amb un cap gran i fort. Els mascles no han de ser menors de 58 centímetres a la creu, i hauran de pesar 34-40 quilograms, les femelles són una mica més petites.
El pelatge és curt i gruixut, i sovint és tigrat, vermell, negre i tigrat o gris llop. Llampades blanques del pit són acceptables, però la prevalença de blanc no ho és. La cara pot tenir una màscara de color negre.
El musell és curt, amb la mandíbula inferior lleugerament còncava, i té un nas ample molt gran de color negre. Les orelles són d'inserció alta i poden caure. La pell és molt gruixuda, amb plecs i arrugues al coll, alguns a la cara.

## Funcions
Molós lleuger de presa i corredor. La funcionalitat tradicional és el maneig de bestiar boví brau i semibrau, de tronc ibèric, en règim extensiu, així com la caça major, com a gos de dent per a la subjecció de cérvols i senglars. La seva aplicació moderna és de guarda i de defensa, així com per a guarda de bestiar davant de qualsevol tipus de depredador.

## Història
Alguns autors consideren que l'alà espanyol descendeix de l'antic gos anomenat alaunt que utilitzaven els alans tant per a la guerra com per al maneig de bestiar boví, tombant toros com a bon gos d'unió, des de l'època de l'imperi sàrmata a l'Àsia central, al segle I de la nostra era.
L'existència de gossos alans a Espanya data de fa diversos segles, encara que no està molt clar quin va ser el seu origen. Alguns creuen que aquesta raça de molós va ser estesa per Europa pels alans al segle iv i que va ser portada a la península Ibèrica i al nord d'Àfrica pels vàndals.
El 1350 el rei Alfons XI de Castella va publicar el seu Llibre de la munteria, i al segle xv es va publicar el Tractat de la munteria, anònim, en el qual es realitza una profunda descripció somàtica del gos. Quan es parlava de gos alà, tothom sabia que es tractava d'un gos de presa corredor que per justificar el seu nom havia de reunir determinades característiques: amb cap fort, de proporcions longuilínies, gropa alta i bons ossos. També el seu caràcter quedava clarament definit per la seva funció de gos d'unió; «no prenent per fam ni per premi, sinó per naturalesa instint» (avui en diem instint de presa). Del que no hi ha dubte és que aquests gossos estaven molt estesos, com ho prova la seva aparició en pintures, per exemple els alans que plasma Velázquez a La cacera del forat, que es troba a la National Gallery de Londres, els de Goya en la seva Captura d'un toro o els d'un gravat del romàntic francès Blanchard. Així mateix són nomenats per Cervantes i Lope de Vega «alans dels terços».